# Лев Гумильов
Лев Николаевич Гумильов (на руски: Лев Никола́евич Гумилё́в) е руски географ, историк, ориенталист и етнолог.
Създател на термина „пасионаризъм“ (способността на хората да се жертват масово в името на определена идеалистична цел). Привърженик на евразийството. Гумильов пише 12 монографии и повече от 200 статии. Участва във Втората световна война, включително в превземането на Берлин. Репресиран и затварян в ГУЛАГ.
Идеите на Лев Гумильов не получават одобрението на съветските учени и затова неговите трудове не са допускани до печат или са подлагани на цензура. Въпреки това, книгите му стават класика и бележат цяла епоха в хунологията. Признанието за Гумильов идва едва с настъпването на „перестройката“, плодовете на която той не успява да дочака. Член е на алтернативната на АН СССР – Руска академия за естествени науки (1990). Нетрадиционните му възгледи са критикувани в научните среди и остават нееднозначно приети и до днес.

## Биография
Роден е на 1 октомври 1912 г. в Санкт Петербург, в семейството на руския поет Николай Гумильов (1886 – 1921), разстрелян от болшевиките след изфабрикувано обвинение в контрареволюционен заговор), и поетесата Анна Ахматова (1889 – 1966). Отгледан е от баба си по бащина линия Анна Гумильова (1855 – 1942). Анна Гумильова е потомствена дворянка. Според Анна Ахматова родът ѝ по майчина линия произхожда от Златната орда и родословието ѝ може да се проследи назад във времето до 13 век и татарския хан Ахмат, който е потомък на Чингис хан. Това твърдение на майката се възприема от Гумильов за достоверно, макар че едва ли е точно. Според генеалози родът на Ахматова по майчина линия безспорно има татарски корени.
Завършва Ленинградския университет (днес Санктпетербургски държавен университет). От 1931 г. активно участва в геоложки и археологически експедиции. Прекарва две десетилетия в ГУЛАГ. През 1934 г. е арестуван и изпратен в лагер в Сибир. След като е освободен за кратко, през 1937 г. Гумильов отново е арестуван. След поредното му арестуване през 1949 г. майка му Анна Ахматова публикува няколко стихотворения с хвалебствия към Йосиф Сталин, надявайки се да помогне за освобождаването му, но не постига успех. Освободен е през 1956 г., след което няколко години работи в Ермитажа.
През 1961 г. получава званието доктор на историческите науки, защитавайки дисертация на тема „Древните тюрки“. От 1962 до пенсионирането си през 1987 г. работи в Научноизследователския факултет на Ленинградския университет.
През 1950 – 1960 г. се занимава с археологически изследвания на Хазария, историята на хуните и древните тюрки, историческа география  и ориенталистика. От 1960-те работи по пасионарната си теория за етногенезата. Според теорията на Гумильов етносите възникват вследствие на т.нар. пасионарни тласъци, имащи по всяка вероятност космическа природа, и се развиват по определени закони във взаимодействие с ландшафта и други етноси. В основния труд му труд „Етногенезата и биосферата на Земята“, са изброени девет такива тласъка, всеки от които дава началото на определен брой етноси. Съществува приблизителна периодичност на пасионарните тласъци – те се осъществяват през интервали от около 250 години, като всеки тласък засяга определена територия във формата на дълга (хиляди километри) тясна ивица върху земната повърхност.
В своите изследвания Гумильов се опира на достиженията на своите известни предшественици – идеолозите на руското евразийство Пьотр Савицки, Николай Трубецкой, Георгий Флоровски, Георгий Вернадски и др., големия руски тибетолог Николай Рьорих. Редица съвременни изследователи намират допирни точки между пасионарната теория и откритите от бележития руски биофизик Александър Чижевски закономерности, свързващи хода на историческия процес с циклите на слънчевата активност. Възгледите на Гумильов намират поддръжници не само в научните среди, но и сред политическите лидери. Горещ последовател на пасионарната теория е президентът на Казахстан Нурсултан Назарбаев. Името на Лев Гумильов носи най-реномираното висше учебно заведение в страната – Евразийският национален университет в Астана.
Умира на 15 юни 1992 година в Санкт Петербург на 79-годишна възраст.

## Избрани трудове
- Конец и вновь начало (1992)
Първоначално издадена под заглавие География этноса в исторический период.
- История народа Хунну (1960)
  - „Хуните“ (2007; ISBN 978-954-361-013-6)
- Древние тюрки (1967)
  - „Древните тюрки – Великият тюркски хаганат“ (2007; ISBN 978-954-361-015-0)
  - Хазарите - зигзагът на историята 2008 ISBN 978-954-361-036-5
- Открытие Хазарии (1966)
- Поиски вымышленного царства (1970)
- Древняя Русь и Великая степь (1989)
- От Руси к России (1992)
- Хунну в Китае (1974)
- Етногенез и биосфера Земли (1979)
- Древняя Русь и Великая степь (1989)
- Тысячелетие вокруг Каспия (1990)
- Чтобы свеча не погасла:Диалог (беседы с акад. А. М. Панченко)